# الأردن في الألعاب الآسيوية الشاطئية 2014
شارك الأردن في دورة الألعاب الآسيوية الشاطئية لعام 2014 في بوكيت ، تايلاند في الفترة من 14 إلى 23 نوفمبر 2014.

## ملخص الميداليات

### حسب الرياضة
| ميداليات رياضية | ميداليات رياضية | ميداليات رياضية  | ميداليات رياضية     | ميداليات رياضية |
| رياضة           | بطل             | الميدالية الفضية | الميدالية البرونزية | مجموع           |
| --------------- | --------------- | ---------------- | ------------------- | --------------- |
| موياي تاي       | 0               | 0                | 1                   | 0               |
| مجموع           | 0               | 0                | 1                   | 1               |

### حسب التاريخ
| الميداليات حسب التاريخ | الميداليات حسب التاريخ | الميداليات حسب التاريخ | الميداليات حسب التاريخ | الميداليات حسب التاريخ | الميداليات حسب التاريخ |
| يوم                    | تاريخ                  | بطل                    | الميدالية الفضية       | الميدالية البرونزية    | مجموع                  |
| ---------------------- | ---------------------- | ---------------------- | ---------------------- | ---------------------- | ---------------------- |
| 1                      | 14 نوفمبر              | 0                      | 0                      | 0                      | 0                      |
| 2                      | 15 نوفمبر              | 0                      | 0                      | 0                      | 0                      |
| 3                      | 16 نوفمبر              | 0                      | 0                      | 0                      | 0                      |
| 4                      | 17 نوفمبر              | 0                      | 0                      | 0                      | 0                      |
| 5                      | 18 نوفمبر              | 0                      | 0                      | 0                      | 0                      |
| 6                      | 19 نوفمبر              | 0                      | 0                      | 0                      | 0                      |
| 7                      | 20 نوفمبر              | 0                      | 0                      | 0                      | 0                      |
| 8                      | 21 نوفمبر              | 0                      | 0                      | 1                      | 1                      |
| 9                      | 22 نوفمبر              | 0                      | 0                      | 0                      | 0                      |
| 10                     | 23 نوفمبر              | 0                      | 0                      | 0                      | 0                      |
| مجموع                  | مجموع                  | 0                      | 0                      | 1                      | 1                      |